# Programari de genealogia
Un programa de genealogia és una aplicació informàtica destinada a emmagatzemar i gestionar informació genealògica. Generalment, aquests programes permeten la introducció de dades personals (noms i cognoms, sexe, professió, dates i llocs de naixement, bateig, matrimoni, defunció, etc.) de diferents individus i interrelacionar-los entre ells, de manera que se'n pugui extreure informació com per exemple una llista de descendents o un arbre genealògic.

## Característiques
En general, el programari de genealogia permet introduir la data i el lloc del naixement, el matrimoni i la mort d'una persona i emmagatzema les relacions dels individus amb els seus pares, cònjuges i fills. Alguns programes són més flexibles que altres per permetre l'entrada de fills nascuts fora del matrimoni o per diferents tipus de relacions amb els esposos. A més, la majoria de programes de genealogia gestionen esdeveniments addicionals en la vida d'un individu, notes, fotografies i multimèdia i cites de fonts. Els programes de genealogia permeten generar representacions gràfiques i informes de text, com ara gràfics genealògics, informes ahnentafel i informes de registre. Algunes aplicacions d'escriptori generen pàgines HTML per a la publicació web; també hi ha aplicacions web autònomes.
Alguns programes inclouen camps addicionals rellevants per a determinades religions. Altres se centren en determinades regions geogràfiques. Per exemple, tenir un camp per a l'escut de la família només és rellevant si la família prové d'una part del món que els utilitza.
Tot i que la majoria de programes i aplicacions es basen en escriptori, hi ha diversos productes de programari de genealogia al mercat basats en web.
Moltes aplicacions genealògiques se centren en la gestió de dades, ja que permeten als usuaris gestionar tota la informació que recopilen sobre individus, famílies i esdeveniments. Altres eines disponibles per al genealogista inclouen eines de gestió de la investigació, eines de mapatge, programes gràfics i programes de publicació web.

## Format GEDCOM
Per tal de poder intercanviar informació entre diferents plataformes de genealogia, els mormons de l'Església de Jesucrist dels Sants dels Darrers Dies van desenvolupar l'especificació GEDCOM. Aquest tipus de fitxers contenen informació genealògica dels diferents individus i metadades que els enllacen entre ells. La majoria dels programes de genealogia permeten importar i exportar fitxers GEDCOM.

## Programari de genealogia en català
Existeixen diverses opcions de programari de genealogia en català.

### Ancestris
Ancestris és un programa de genealogia gratuït i disponible per a Windows, Mac i Linux.

### Family Tree Builder
El Family Tree Builder és el programa de genealogia de la plataforma genealògica MyHeritage. Entre les seves funcions, destaca la sincronització de la base de dades amb el lloc web de MyHeritage

### GenoPro
GenoPro és una aplicació de programari per dibuixar arbres genealògics i genogrames.

### GDS
El GDS (Genealogical Data System) és un programa desenvolupat per l'empresa catalana Marshall System des de l'any 1988. A diferència de la majoria de programari de genealogia, desenvolupat i pensat majoritàriament per món anglosaxó, el GDS permet també la introducció dels cognoms segons el sistema espanyol de doble cognom.

### Gramps
GRAMPS és un programari lliure de genealogia desenvolupat des de l'any 2001, primer per a sistemes operatius basats en Linux i UNIX i actualment disponible també per a Windows i Mac OSX.